# El Faro Asturiano
El Faro Asturiano (traduït com El Far Asturià) va ser un periòdic informatiu i polític publicat a Oviedo entre 1856 i 1873. Es definia com un diari d'interessos morals i materials de notícies i anuncis.
La seva publicació era realitzada quinzenalment, i va començar el 5 de maig del 1856. Després va passar a ser trimestral i, a partir del dia 1 de març del 1860, diàriament. El Faro, el periòdic més important d'Astúries al segle xix, fou editat pels germans Protasio i Gumersindo González Solís; el primer d'ells va ser el director del periòdic fins a 1868. El diari tenia una grandària de 34 x 50 cm, amb quatre pàgines (la quarta dedicada a anuncis comercials) en cinc columnes. Una catalogació de 1865 va considerar aquest periòdic com el quart diari provincial més important d'Espanya. Alguns dels seus redactors foren Rogelio Jove y Bravo, Juan del Llano Ponte, Manuel Ladreda, José Francisco Uría, Gonzalo Castañón y Nicolás Suárez Cantón.
El periòdic era de tendència conservadora i agrupava a persones catòliques. Va fer constantment campanyes i va participar en polèmiques.
La revolució de 1868 suposà la decadència del periòdic, ja que les tendències polítiques es varen alterar. Molta gent va sortir del periòdic, i els carlistes van crear el diari La Unidad i els demòcrates El Eco de Asturias.